# La Reine Élisabeth
La Reine Élisabeth, ou Les Amours d'Elisabeth, Reine d'Angleterre ou Les Amours de la reine Élisabeth é um curta-metragem francês de 1912, dirigido por Louis Mercanton e Henri Desfontaines, baseado no romance real entre Elizabeth I e Robert Devereux, conde de Essex.
Sua produtora original, a francesa L’Histrionic Film, foi levada à falência pela concorrente Pathé durante suas filmagens, mas foi concluído com recursos de Adolph Zukor. Zukor o transferiu para Nova York, realizando ali seu lançamento como o primeiro da Famous Players Film Company, que mais tarde tornou-se a Paramount Pictures.
Rainha Elizabeth foi um dos primeiros filmes a possuir uma trilha sonora, composta por Joseph Carl Breil. Antes dele o filme também de França L'Assassinat du duc de Guise (também conhecido por La Mort du duc de Guise), dirigido por Charles Le Bargy e André Calmettes, tinha uma trilha composta por Camille Saint-Saëns.